# Aleksander Bardini
Aleksander Bardini (17 de noviembre de 1913 – 30 de julio de 1995) fue un director de teatro y ópera, actor y profesor destacado polaco en la Escuela Estatal de Teatro de Varsovia. Apareció en 30 películas entre 1937 y 1994.

## Filmografía seleccionada
- Lang ist der Weg (1948)
- Paisaje después de la batalla (1970)
- Spiral (1978)
- Sin final (1985)
- The Last Manuscript (1987)
- Dekalog (1988)
- Korczak (1990)
- La doble vida de Verónica (1991)
- Beltenebros (1991)
- Trois couleurs: Blanc (1994)